# Yutai xinyong
Le Yutai xinyong (chinois simplifié : 玉台新咏 ; chinois traditionnel : 玉臺新詠 ; pinyin : Yùtái Xīnyǒng), ou les Nouveaux Chants des terrasses de jade, est une anthologie poétique, réalisée vers 540.
Le Yutai xinyong est attribué par la tradition à Xu Ling (en), qui a écrit la préface. Son commanditaire en est le prince Xiao Gang (en), lui-même poète. Cette anthologie de poésie chinoise est la plus ancienne après le Classique des vers et les Chants de Chu. Les poèmes qu'elle contient (environ six cent cinquante) vont du début de notre ère au vie siècle.
Les poèmes sont répartis en trois parties : poèmes pentasyllabiques (livres 1 à 8), poèmes heptasyllabiques et en vers irréguliers (livre 9), enfin quatrains pentasyllabiques (livre 10). Ils appartiennent au genre de la poésie galante (ÿange). Les principaux thèmes en sont l'amour et la beauté féminine. Certains des poèmes sont homoérotiques, décrivant le jeune homme bien-aimé impliqué dans les mêmes termes que la femme bien-aimée l'est dans d’autres pièces[réf. nécessaire].
Les œuvres de Xiao Gang et de son entourage sont destinées à mettre en valeur un style poétique, le style « du palais » (gongti). Il se caractérise par sa recherche formelle et par sa préférence pour les formes courtes (huitain et quatrain). Il est à l'origine du jintishi (« nouvelle poésie ») des Tang. Plus de la moitié des pièces de l'anthologie datent de la dynastie Liang, contemporaine. Un quart sont dues à des auteurs encore vivants, ce qui est contraire aux conventions de ce genre d'ouvrage.
Le frère aîné de Xiao Gang, Xiao Tong, est à l'origine d'une autre anthologie, le Wenxuan, composée dans un esprit conforme à la tradition confucéenne : les œuvres choisies (pas uniquement de la poésie) le sont pour leur intérêt intellectuel, moral ou politique. À l'inverse, le Yutai xinyong défend la gratuité de l'art. La critique orthodoxe a par la suite sévèrement condamné l'anthologie de Xiao Gang.

## Auteurs présents dans l'anthologie
- Bao Zhao (vers 410-466)
- Shen Yue (441-513)
- Xie Tiao (464-479)
- Xiao Gang (en) (503-551)

## Traduction
- (en) New Songs from a Jade Terrace: An Anthology of Early Chinese Love Poetry, trad. Anne Birrell, Penguin Books, 1986